# Куинджентоле
Куинджѐнтоле (на италиански: Quingentole, на местен диалект: Quingèntuli, Куинджентули) е село и община в Северна Италия, провинция Мантуа, регион Ломбардия. Разположено е на 16 m надморска височина. Населението на общината е 1220 души (към 2014 г.).